# 鷹吻腔吻鱈
鷹吻腔吻鱈，為輻鰭魚綱鱈形目鼠尾鱈科的其中一種，分布於西南太平洋紐西蘭海域，屬深海底棲性魚類，深度85-1245公尺，體長可達35公分，棲息在底層水域，生活習性不明，可做為食用魚。